# H.o.p.s.
『h.o.p.s.』（ホップス）は、GOING UNDER GROUNDのアルバム。ビクターエンタテインメントのレーベルHAPPYHOUSEより2005年2月9日発売。

## 概要
メジャー4枚目（通算7枚目）のオリジナルアルバム。"h.o.p.s."は"hearts only pure string"の略。『かよわきエナジー』以来となるセルフプロデュース作品（9曲目の「サンキュー」のみ上田ケンジ共同プロデュース）である。初回盤はCD-EXTRA仕様となっており、「サンキュー」「同じ月を見てた」のビデオクリップが収録されている。
完全限定生産シングル「アゲハ」と同日発売された。両作品に背景色を変えた同じメンバー写真が使用されている。
本作発売後の2005年3月20日から7月3日にかけて、本作のリリースツアー「GOING UNDER GROUND tour “h.o.p.s.”」が全24公演行われた。ツアーファイナルはバンドとして初めての日比谷野外大音楽堂でのソロ公演となった。
音楽ライターの上野三樹は本作のリリース資料で、"h.o.p.s."が"hearts only pure string（琴線）"の略であることを引き、「そこ（注：琴線）に触れる楽しさも涙も痛みも喜びもハイブリッドに詰め込んだ今作。その全ては明日を形作るエネルギーだ。何度も震えながら、何度もガッツ・ポーズしながら、聴いてもらえる名盤が生まれた」と記している。ボーカルの松本素生は本作について、2020年に行われた本作の発売15周年記念ライブの際に「キャリアの中でも、心技体が揃った素晴らしいアルバムだと思う」と振り返っている。

## 収録曲
| #         | タイトル                 | 作詞               | 作曲               | 時間  |
| --------- | ------------------------ | ------------------ | ------------------ | ----- |
| 1.        | 「fire grow」            | -                  | 河野丈洋           | 2:21  |
| 2.        | 「ロール アンド ロール」 | 松本素生           | 松本素生           | 3:57  |
| 3.        | 「アゲハ」               | 河野丈洋           | 河野丈洋           | 3:32  |
| 4.        | 「サイドカー」           | 河野丈洋           | 河野丈洋           | 4:35  |
| 5.        | 「恋のナビゲーション」   | 松本素生、中澤寛規 | GOING UNDER GROUND | 4:05  |
| 6.        | 「あすなろ」             | 松本素生           | 松本素生           | 4:35  |
| 7.        | 「同じ月を見てた」       | 松本素生           | 松本素生           | 5:00  |
| 8.        | 「TENDER」               | 松本素生           | 松本素生           | 5:20  |
| 9.        | 「サンキュー」           | 松本素生           | 松本素生           | 4:41  |
| 10.       | 「東京」                 | 松本素生           | 松本素生           | 6:36  |
| 11.       | 「サムネイル」           | 河野丈洋           | 河野丈洋           | 5:51  |
| 合計時間: | 合計時間:                | 合計時間:          | 合計時間:          | 50:33 |

### 楽曲解説
1. fire grow
インストゥルメンタル。
2. ロール アンド ロール
3. アゲハ
同日発売されたシングル「アゲハ」に収録されている「アゲハ（alternate version アゲハとトカゲ）」とはバージョンが異なり、シングル収録のものは前半を松本、後半を河野が歌っているが、本作のバージョンではすべて松本が歌っている。
4. サイドカー
松本・中澤・河野によるスリーボーカル曲。歌詞カードには3人のパートを区別する記号（トランプのマークなど）がついている。
5. 恋のナビゲーション
中澤ボーカル曲。ボコーダーを利用した石原の声が使われている。
6. あすなろ
伊藤がグロッケンシュピールを演奏している。
7. 同じ月を見てた
9thシングル。
8. TENDER
9. サンキュー
8thシングル。本曲のみ共同プロデューサーとして上田ケンジが参加。
10. 東京
「東京」というタイトルの楽曲を集めたコンピレーションアルバム『東京こんぴ』にも収録[3]。
2011年のシングル「愛なんて」に新録バージョンの「東京 2011」が収録されている[4]。同シングルリリース時に行われたインタビューにおいて、松本は「この曲はGOING UNDER GROUNDというバンドの魂」であるとし、「当時シングルとして出すべきだったなっていう後悔」があると振り返っている[5]。
11. サムネイル
9thシングル「同じ月を見てた」のカップリング。

## 参加ミュージシャン
- 山岡恭子 – コーラス（「東京」）

## 関連書籍
- バンドスコア GOING UNDER GROUND h.o.p.s.（シンコーミュージック、2005年6月17日）